# Sokaiya
Sōkaiya (総会屋, sōkaiya), (literalmente seguranças corporativos) é uma forma de máfia no Japão que é frequentemente associada à yakuza que extorque dinheiro ou chantageia empresas ao ameaçar a humilhação pública de empresas e sua administração, geralmente em suas assembleias anuais (総会, sōkai).

## História
O sōkaiya originou do final do século XIX. Nesta época, responsabilidade ilimitada da administração colocava a fortuna pessoal dos administrador em risco no caso de rumores ou escândalos. Por isso, a administração contratava uma proteção, chamada de sōkaiya, pra reduzir o risco de tais rumores. Mesmo após as leis japonesas incluírem a responsabilidade limitada, assim reduzindo o risco pessoal dos administradores, esses sōkaiya continuaram a prosperar e são muitas vezes usados para silenciar reuniões possivelmente difíceis. Um caso famoso é relacionado ao desastre de Minamata, no qual a Chisso conseguiu encerrar um grande número de reuniões anuais em alguns minutos mesmo com centenas de manifestantes querendo dar voz à sua raiva. Nesse sentido, eles foram comparados aos advogados corporativos dos Estados Unidos.
Embora a yazuka se envolvesse no negócio no início, apenas no final da década de 1960 que eles começaram a mudar a relação de negócio de proteção para extorsão. As apreensões policiais relacionadas à extorsão foram de ¥900 milhões, mais do que em qualquer outro negócio da yakuza.
Em 1984, a lei deu os primeiros passos para reduzir a ameaçada do sōkaiya ao estabelecer um número mínimo de ações (no valor de ¥50 000) a fim de ser permitida sua presença na assembleia de acionistas, levando a um lento declínio do número de sōkaiyas. Em resposta a isto, o sōkaiya formou uyoku dantai falsos, anunciando segredos constrangedores das empresas, inventados ou não, de alto-falantes montados em caminhões a fim de extorquir dinheiro das empresas.
Em 1994, Juntarō Suzuki, Vice-Presidente da Fujifilm, foi assassinado pelo sōkaiya após ter parado de pagar as propinas.

## Atividades

### Interrompendo assembleias de acionistas
Os indivíduos adquirem ações suficientes de múltiplas empresas a fim de obter o direito de participar de assembleias de acionistas. Lá, eles interrompem a assembleia (e embaraçam a empresa) até que suas demandas sejam ouvidas. Para isto, o sōkaiya frequentemente pesquisa sobre os detalhes da empresa com antecedência para descobrir incidentes de má conduta ou outros segredos empresariais, e então chantageia a administração para que esses assuntos não surjam na assembleia ou em outro lugar. Muitas vezes, eles também inventam fatos que a empresa teria dificuldades em desmentir.
O sōkaiya moderno desenvolveu outros métodos semelhantes para atingir seus objetivos. Um exemplo menos sutil é o banzai sōkaiya, que interrompe as reuniões com gritos de "banzai" e louvam o Imperador até que eles sejam pagos para se silenciar.

### Outras interrupções
O sōkaiya também forma falsos grupos de direita, anunciando segredos constrangedores das empresas, inventados ou não, de alto-falantes montados em caminhões a fim de extorquir dinheiro das empresas. Eles também podem imprimir jornais especiais com tópicos constrangedores das empresas e então pedir para a empresa comprar a tiragem inteira a preços inflacionados, ou mesmo assinar esses jornais, gerando um fluxo de caixa estável.

### Prevenindo as interrupções em assembleias
O sōkaiya também foi usado por empresas para abafar perguntas de acionistas legítimos que os representantes da empresa não querem que sejam apresentadas. Um caso famosos é do desastre de Minamata, no qual a Chisso conseguiu encerrar um grande número de assembleias anuais em minutos mesmo com centenas de manifestantes querendo dar voz à sua raiva. No entanto, eles também foram ativos contra manifestantes anti-guerra e outras pessoas que poderiam ser vistas como um incômodo pela empresa em um momento particular.

## Contramedidas
O artigo 968 do código das corporações japonesas proíbe a atividade do sōkaiya, prevendo a prisão por até cinco anos ou uma multa de até ¥5 milhões por "receber, exigir ou prometer um benefício a um proprietário em relação a" afirmações ou o exercício de direito de voto em uma assembleia de acionistas ou credores.
Uma contramedida prática usada pelas grandes corporações é marcar todas as assembleias de acionistas no mesmo dia, assim reduzindo o risco de exposição ao sōkaiya.

## Cenário
Enquanto no ocidente uma assembleia de acionistas é geralmente uma discussão séria entre os acionistas e a administração, no Japão ela é muitas vezes uma cerimônia, e a administração não sente a necessidade de informar verdadeiramente os acionistas.Nesta atmosfera, o sōkaiya é capaz de prosperar. No entanto, com a tendência de uma maior desregulamentação no mercado japonês, o ambiente de negócios para os sōkaiyas está se tornando cada vez mais difícil.

## Empresas que pagaram propina para um sōkaiya
Algumas das principais empresas que foram consideradas culpadas por empregar o sōkaiya são:
- Mitsubishi, incluindo um grande número de prisões[5]
- Daiwa Securities Group[5]
- Nikko Securities[5]
- Nomura Securities Co., com três altos executivos se confessando culpados por pagamentos multimilionários em dólar. Neste caso, o sōkaiya de fato possuía ações suficientes para propor a escolha de um de seus membros no Conselho de administração.[5] Após o escândalo ter vindo à tona, o conselho inteiro demitiu-se.[3]
- Nippon Shinpan,forçando o presidente Yoji Yamada à aposentadoria após vários executivos terem pago até ¥80 milhões para Kikuo Kondo, do Sumiyoshi-kai,[6] embora haja relatos da polícia de apenas ¥28,35 milhões.[3]
- Dai-Ichi Kangyo[3]
- The Tokyo Electric Power Company[7]
- Meiji Seika[7]